# Emma Graf
Emma Graf née le 11 octobre 1865 à Langenthal et morte le 22 novembre 1926 à Berne est une historienne et enseignante suisse, militante pour le suffrage féminin en Suisse. 

## Biographie
Emma Graf est la fille du gérant d’une quincaillerie et d’une aubergiste. Elle devient apprentie lingère, puis grâce au soutien financier de sa tante elle entame des études au séminaire pédagogique à Hindelbank pour devenir institutrice. Elle fréquente les cours d’histoire, de langue et littérature allemande à l’université de Berne. En 1903, elle publie sa thèse intitulée Rahel Varnhagen und die Romantik (Rahel Varnhagen et le Romantisme en français) et obtient son diplôme de doctorat,.
En 1904, elle est rédactrice du Journal des institutrices. À la tête de l’Association suisse des institutrices, elle s’engage pour l’amélioration de la formation, des conditions de  travail et de la rémunération des institutrices. En 1907, Emma Graf est la première enseignante agrégée en collège en Suisse,.
Elle participe au mouvement féministe et lutte pour l’égalité juridique et politique des femmes. Elle rejoint en 1912 l’Association bernoise pour le suffrage féminin dont elle devient la présidente. Grâce à sa campagne, les communes du canton de Berne octroient aux femmes en 1917 le droit de vote passif dans les affaires communales,.
En 1915/1916, elle est co-initiatrice de la collecte de dons en faveur des soldats malades et leurs familles. Elle fonde en 1915 l’Annuaire des femmes suisses, rédigé en trois langues dont elle dirige les cinq premiers volumes. La publication a pour but de témoigner du travail et des aspirations des femmes suisses. En 1921, elle est élue présidente du Deuxième congrès national Suisse pour les intérêts féminins organisé à Genève, où on discute des tâches économiques, sociales et familiales des suissesses,.